# Haruo Nakajima
Pour les articles homonymes, voir Nakajima.
Haruo Nakajima (中島 春雄, Nakajima Haruo), né le 1er janvier 1929 et mort le 7 août 2017, est un acteur japonais surtout connu pour avoir interprété Godzilla des années 1950 jusqu'aux débuts des années 1970.

## Biographie
Haruo Nakajima est né dans la préfecture de Yamagata. Il est considéré comme le meilleur acteur en costume de Godzilla dans la longue histoire de la franchise. À l'époque, le directeur des effets spéciaux de la Tōhō, Eiji Tsuburaya considère Nakajima comme inestimable et il est employé pour l'essai de la plupart des kaiju (monstres de cinéma japonais) durant sa carrière. En 1972, Nakajima joue pour la dernière fois en costume pendant le tournage de Godzilla vs Gigan quand le studio ne reconduit pas son contrat à la suite de la division de la Tōhō en différentes filiales en 1970. Nakajima reste toutefois employé par le studio pendant plusieurs années, et travaille au bowling de la Tōhō, situé au milieu des plateaux de tournage (aujourd'hui fermé).
À la fin des années 1990, Nakajima commence à faire des apparitions à des conventions de kaiju à Chicago, New York, au New Jersey, et à Hollywood. Il apparaît à la convention « Monsterpalooza » à Burbank du 8 au 10 avril 2011. Sa biographie en japonais Une vie de monstre : Haruo Nakajima, l'acteur du Godzilla original (『怪獣人生 元祖ゴジラ俳優・中島春雄』), publiée par Yosensha, est sortie en 2010.
Haruo Nakajima meurt le 7 août 2017 à l'âge de 88 ans d'une pneumonie,.

## Filmographie sélective

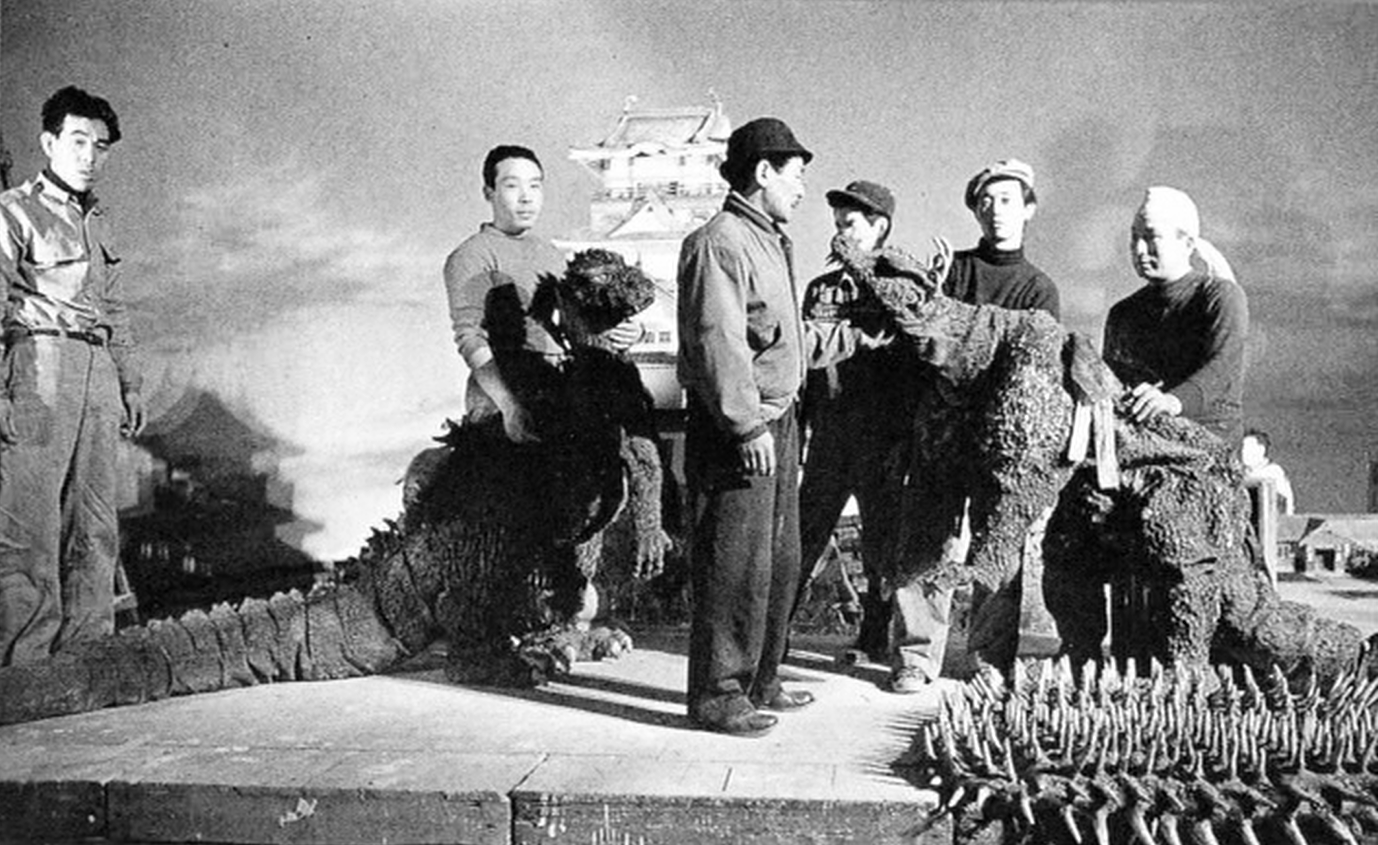
Nakajima (second à partir de la gauche) sur le tournage du Retour de Godzilla (1955).

### Au cinéma

#### Années 1950
- 1952 : Sengoku burai (戦国無頼?) de Hiroshi Inagaki
- 1952 : The Woman Who Touched the Legs
- 1953 : L'Aigle du Pacifique (en)
- 1954 : Adieu Rabaul (en)
- 1954 : Les Sept Samouraïs
- 1954 : Godzilla (Godzilla, journaliste)
- 1954 : The Invisible Avenger (l'homme invisible)
- 1955 : La Relation matrimoniale
- 1955 : Le Retour de Godzilla (Godzilla)
- 1956 : Madame Whitesnake
- 1956 : Rodan (Rodan, Meganulon, militaire)
- 1957 : Prisonnière des Martiens (Mogera, militaire)
- 1958 : Varan, le monstre géant (Varan)
- 1958 : L'Homme H (L'Homme H, un pêcheur)
- 1958 : La Forteresse cachée
- 1959 : Boss of the Underworld
- 1959 : Submarine I-57 Will Not Surrender (en)
- 1959 : Desperado Outpost
- 1959 : The Last Gunfight

#### Années 1960
- 1960 : The Secret of the Telegian
- 1960 : Tempête sur le Pacifique (en)
- 1960 : Westward Desperado
- 1960 : The Human Vapor
- 1961 : Yojimbo
- 1961 : Daredevil in the Castle
- 1961 : Mothra (Mothra)
- 1961 : La Dernière Guerre de l'Apocalypse
- 1961 : Récits du château d'Osaka[4]
- 1962 : King Kong contre Godzilla (Godzilla)
- 1962 : Chūshingura: Hana no Maki, Yuki no Maki (en)
- 1963 : Wings Over the Pacific
- 1963 : Sengoku Yaro (en)
- 1963 : Matango (Matango)
- 1963 : Atragon
- 1964 : Mothra contre Godzilla (Godzilla)
- 1964 : Dogora, the Space Monster
- 1964 : Ghidrah, le monstre à trois têtes (Godzilla)
- 1965 : Retreat from Kiska
- 1965 : Frankenstein vs. Baragon (Baragon)
- 1965 : Invasion Planète X (Godzilla)
- 1966 : La Guerre des monstres (film) (Gaira)
- 1966 : Lily la tigresse (Kokusai himitsu keisatsu: Kagi no kagi (en) 1965)
- 1966 : Godzilla, Ebirah et Mothra : Duel dans les mers du sud (Godzilla)
- 1967 : Le Fils de Godzilla (Godzilla ; seulement les scènes d'eau)
- 1967 : La Revanche de King Kong (King Kong)
- 1968 : Les envahisseurs attaquent (Godzilla, conseiller militaire)
- 1969 : Latitude Zero (Gryphon, Manbat, Rat géant, Lion)
- 1969 : Godzilla's Revenge (Godzilla)

#### Années 1970
- 1970 : Les Envahisseurs de l'espace (Gezora, Ganime)
- 1971 : Godzilla vs Hedora (Godzilla)
- 1972 : Godzilla vs Gigan (Godzilla, éditeur de bd, officier des forces de défense)
- 1973 : Sinking of Japan (chauffeur du Premier ministre)
- 1973 : Godzilla vs Megalon (Godzilla) (via des images d'archives)

### À la télévision
- 1966 : Ultra Q : Gomess, Pagos
- 1966 - 1967 : Ultraman : Neronga, Gabora, Jirass, Kiyla
- 1967 - 1968 : Ultra Seven : U-Tom